# 真瓣鳃目
真瓣鳃目（學名：Eulamellibranchia），亦作真瓣鰓亞綱，是原瓣鰓綱（即今雙殼綱）之下的一個分支。但現時本分類已不再使用，其物種現時分屬蚌目及鳥蛤目的硨磲亞科。

## 分類
原真瓣鳃目物種，按其鉸齒的形態大致可分成以下四大類，而 分类级别視乎分類作者而有所不同：
- 古異齒類
- 異齒亞綱
- 貧齒亞目 Adapedonta Cossmann & Peyrot, 1909[2]
- 筍螂目

本分類原包括下列各物種：
- 珍珠蚌科 Margaritanidae
  - 珍珠蚌属 Margaritiana
    - 珠母珍珠蚌 Margaritiana dahurica (Middendorff)[3]

- 蚌科 Unionidae[4]：全球有142属600多种[4]。
  - 珠蚌亞科 Unioninae
    - Alasmidontini族 Rafinesque, 1820
    - 无齿蚌族（Anodontini）[5]
      - 船蚌屬 Anemina Haas, 1969：東亞特有物種；
      - 無齒蚌屬 Anodonta Lamarck, 1799：遍佈世界各地；
      - Genus Cristaria Schumacher, 1817：東亞特有物種；
      - 擬無齒蚌屬 Pseudanodonta Bourguignat, 1876：歐洲特有物種；
      - Genus Simpsonella Cockerell, 1903：東亞特有物種；
      - 中華無齒蚌屬 Sinanodonta Modell, 1945：東亞特有物種。

    - 珠蚌族 Unionini Rafinesque, 1820
      - 尖嵴蚌属 Acuticosta
      - 扭蚌属 Arconaia
      - 楔蚌属 Cuneopsis
      - 珠蚌属 Unio

- 短褶毛蚌
- 剑状矛蚌
- 三型矛蚌
- 射线裂脊蚌
- 棘裂脊蚌
- 背瘤丽蚌
- 洞穴丽蚌
- 失衡丽蚌
- 猪耳丽蚌
- 天津丽蚌
- 楔形丽蚌
- 绢丝丽蚌
- 刻裂丽蚌
- 环带丽蚌
- 多瘤丽蚌
- 角月丽蚌
- 椭圆丽蚌
- 佛耳丽蚌
- 褶纹冠蚌
- 高顶鳞皮蚌
- 中国淡水蛏
- 刻纹蚬
- 闪蚬
- 湖球蚬

## 參看
- 古異齒類